# Bangladeschische Badmintonmeisterschaft 1975
Die Bangladeschische Badmintonmeisterschaft 1975 war die 1. Austragung der nationalen Titelkämpfe im Badminton in Bangladesch.

## Sieger und Finalisten
| Disziplin       | Gold                                                                | Silber                                            |
| --------------- | ------------------------------------------------------------------- | ------------------------------------------------- |
| Herreneinzel    | Samsul Islam Mehedi (Victoria Sporting Club)                        | Mozammel Haque Montu (Victoria Sporting Club)     |
| Dameneinzel     | Rumana Ahmed (Dhaka Badminton Club)                                 | Saera Banu Munni (Dhaka Badminton Club)           |
| Herrendoppel    | Mozammel Haque Montu Golam Aziz Zilani (Victoria Sporting Club)     | S. Islam M. Zaman (Dhaka Badminton Club)          |
| Damendoppel     | Rumana Ahmed Saera Banu Munni (Comilla DSA)                         | Yasmin Pervin (Dhaka Badminton Club)              |
| Mixed           | Mozammel Haque Montu Sayeeda Marrium Tareq (Victoria Sporting Club) | Samsul Islam Mehedi Sams (Victoria Sporting Club) |
| Juniorendoppel  | Salim Monoar Ul Alam Babul (Pabna DMA)                              | Jakaria Islam Imam (Dhaka Badminton Club)         |
| Veteranendoppel | A. Z. Khan PC Dus (Mymensingh DSA)                                  | A. B. S. Safder H. A. Mirza (Police AC)           |